# Baeoscelis osculata
Baeoscelis osculata is een keversoort uit de familie Phengodidae. De wetenschappelijke naam van de soort is voor het eerst geldig gepubliceerd in 1854 door Spinola.